# Bauhinia erythropoda
Bauhinia erythropoda är en ärtväxtart som beskrevs av Bunzo Hayata. Bauhinia erythropoda ingår i släktet Bauhinia och familjen ärtväxter. Inga underarter finns listade i Catalogue of Life.